# Nothing’s Gonna Stop Us Now
Nothing’s Gonna Stop Us Now ist ein Lied von Starship aus dem Jahr 1987, das von Albert Hammond und Diane Warren geschrieben wurde. Es erschien auf dem Album No Protection.

## Geschichte
Nothing’s Gonna Stop Us Now wurde weltweit am 30. Januar 1987 veröffentlicht und wurde ein Nummer-eins-Hit in den USA, in Großbritannien, Irland und Kanada.
Der Hit war ein Soundtrack zum Film Mannequin, welcher auch für die Oscarverleihung 1988 nominiert wurde und gegen (I’ve Had) The Time of My Life von Bill Medley und Jennifer Warnes antrat.
In einem Radiointerview sagte Hammond, dass er mit Warren das Lied schrieb, bevor er seine damalige Freundin heiratete: „Es ist wie bei der Hochzeit mit meiner Freundin und dabei kann uns nichts stoppen.“

## Kommerzieller Erfolg

### Chartplatzierungen
| ChartsChartplatzierungen       | Höchstplatzierung | Wochen |
| ------------------------------ | ----------------- | ------ |
| Deutschland (GfK)              | 3 (20 Wo.)        | 20     |
| Österreich (Ö3)                | 3 (16 Wo.)        | 16     |
| Schweiz (IFPI)                 | 4 (18 Wo.)        | 18     |
| Vereinigte Staaten (Billboard) | 1 (22 Wo.)        | 22     |
| Vereinigtes Königreich (OCC)   | 1 (20 Wo.)        | 20     |

| ChartsJahrescharts (1987)      | Platzierung |
| ------------------------------ | ----------- |
| Deutschland (GfK)              | 20          |
| Österreich (Ö3)                | 17          |
| Schweiz (IFPI)                 | 8           |
| Vereinigte Staaten (Billboard) | 5           |
| Vereinigtes Königreich (OCC)   | 2           |

### Auszeichnungen für Musikverkäufe
| Land/Region                  | Auszeichnungen für Musikverkäufe (Land/Region, Auszeichnung, Verkäufe) | Verkäufe  |
| ---------------------------- | ---------------------------------------------------------------------- | --------- |
| Kanada (MC)                  | Gold                                                                   | 50.000    |
| Neuseeland (RMNZ)            | 2× Platin                                                              | 60.000    |
| Schweden (IFPI)              | Gold                                                                   | 25.000    |
| Spanien (Promusicae)         | Platin                                                                 | 60.000    |
| Vereinigte Staaten (RIAA)    | Gold                                                                   | 500.000   |
| Vereinigtes Königreich (BPI) | 2× Platin                                                              | 1.200.000 |
| Insgesamt                    | 3× Gold · 5× Platin ·                                                  | 1.895.000 |

## Coverversionen
- 1988: Vienna Symphonic Orchestra Project (VSOP)
- 1988: Dirk Zöllner
- 1990: The Shadows
- 1991: Liliane Saint-Pierre
- 1998: Howard Carpendale
- 2001: The Starting Line
- 2003: Mark ’Oh (als Mandy & Randy)
- 2015: Karel Gott und Gabriela Gunčíková: Nic nás nezastaví